# Blepharella haemorrhoa
Blepharella haemorrhoa là một loài ruồi trong họ Tachinidae.